# Kristina Taberyová
Kristina Taberyová (24. července 1951 Železná Ruda – 19. ledna 2023 Praha) byla česká režisérka, scenáristka a dramaturgyně.
Byla dcerou herce Zdeňka Štěpánka a Soni Grossové, jejími sourozenci byli herci Martin a Petr (plnorodí bratři) a herečka Jana Štěpánková (polorodá sestra).
Vystudovala Divadelní fakultu Akademie múzických umění (DAMU). Po začátcích v Jihočeském divadle v Českých Budějovicích působila v plzeňském Divadle Josefa Kajetána Tyla. Jako režisérka působila také v České televizi.
Na začátku 90. let 20. století byla spoluzakladatelkou organizace Člověk v tísni.